# Транспозиция (лингвистика)
Транспози́ция (от ср.-век. лат. transpositio — перестановка) — переход слова из одной части речи в другую или использование одной языковой формы в функции другой.

## Виды транспозиции
В современном русском языке существует 15 видов транспозиции:
- субстантивация,
- адъективация,
- прономинализация,
- нумерализация,
- адвербиализация,
- вербализация (оглаголивание),
- модализация,
- предикативация,
- партикуляция,
- конъюнкционализация,
- препозиционализация,
- интеръективация.
- десубстантивация
- ономатоляция
- копуляция

## Научные исследования
На важность изучения переходных явлениях в русском языке одним из первых обратил внимание Л. В. Щерба. Он писал:
<...> надо помнить, что ясны лишь крайние случаи. Промежуточные же в самом первоисточнике — в сознании говорящих — оказываются колеблющимися, неопределенными. Однако это-то неясное и колеблющееся и должно больше всего привлекать внимание лингвиста, так как здесь именно подготовляются те факты, которые потом фигурируют в исторических грамматиках, иначе говоря, так как здесь мы присутствуем при эволюции языка.
Проблема переходности в области частей речи впервые была поставлена А. С. Бедняковым в статье «Явления переходности в грамматических категориях в современном русском языке» (1941). Большой вклад в изучение этих явлений внесли работы В. В. Виноградова, В. В. Бабайцевой, Л. Д. Чесноковой, А. Я. Баудера, В. Н. Мигирина и др.

## Теоретические положения
В современной лингвистике выделяют два качественно различных вида «переходных явлений»: трансформацию (образования диахронного плана) и контаминацию/конверсию (образования синхронного плана). При диахронной переходности одно явление нередко исчезает, преобразуется в другое (например, один, два, три, четыре - бывшие прилагательные). Однако некоторые исследователи считают, что в таких случаях говорить о переходности нет оснований — вероятно, потому, что она не ощущается современными носителями языка. При синхронной переходности в языке сосуществуют и исходное, и производное, а также явления синкретичного характера.